# 김천리 개국원종공신녹권
김천리 개국원종공신녹권(金天理 開國原從功臣錄券)은 조선 태조 때 김천리에게 내린 공신녹권이다. 1991년 7월 12일 대한민국의 보물 제1076호로 지정되었다.

## 개요
〈김천리개국원종공신녹권〉은 태조 4년(1395)에 조선 건국에 공로가 있는 김천리(金天理)에게 공신도감에서 발급한 공신녹권이다. 문서에 기록된 인원은 총 695명이며 필사본으로 기재된 이 문서는 1989년에 지정된 국보 제250호 이원길 개국원종공신녹권과 동일한 내용으로 인명의 수와 발급 내용이 같다.
원종공신(原從功臣)이란 태조가 등극할 때 반대당의 제거나 즉위를 도왔거나 왕위에 오르기 전에 오랜 기간 동안 죽음을 무릅쓰고 협력을 한 사람들로, 즉위한 해 10월부터 4년 2월까지 13회에 걸쳐 원종공신으로 포상을 받았다. 수 차례에 걸쳐 포상 하교된 원종공신의 인원은 문헌상으로 1,698명이다. 개국공신 58명을 합하면 1,750명이다. 이는 신왕조의 창업유공자들을 포함하여 안정을 도모하기 위한 전왕조(前王朝)의 관료층을 회유 포섭하려는 의미를 지닌 것으로 파악되고 있다.
다만, 국보 제250호는 목판과 활자를 같이 써서 간행된 것으로 이원길에게 발급된 것이다. 이 문서에는 한변의 길이 6.5cm의 ‘吏曹之印(이조지인)’이라는 도장이 45군데에 찍혀 있다. 문서의 끝에는 당시 녹권에 관련된 공신도감의 임원인 녹사·판관·판사·이조별감 등 18명의 명단이 적혀 있으며, 이들 중 13명의 명단 밑에 수결이 있다.
이 녹권 자료는 조선 전기 개국공신에 대한 대우와 국가성립에 영향을 미친 인물에 대한 연구, 공신록의 양식, 이두문의 사용과 문체 등의 연구에 중요한 자료로서의 가치를 지니고 있다.